# Шаронн (станция метро)
Шаронн (фр. Charonne) — станция линии 9 Парижского метрополитена, расположенная в XI округе Парижа. Названа по одноимённой улице (фр. Rue de Charonne), под пересечением которой с бульваром Вольтер и располагается.
На станции установлена мемориальная доска в память о жертвах погрома 8 февраля 1962 года, который стал продолжением Парижского погрома 1961 года.

## История
- Станция открыта 10 декабря 1933 года в составе пускового участка Ришельё — Друо — Порт де Монтрёй линии 9.
- Пассажиропоток по станции по входу в 2011 году, по данным RATP, составил 3 924 516 человек[2]. В 2013 году этот показатель вырос и составил 4 074 046 пассажиров (120 место по уровню входного пассажиропотока в Парижском метро)[3]

## Галерея

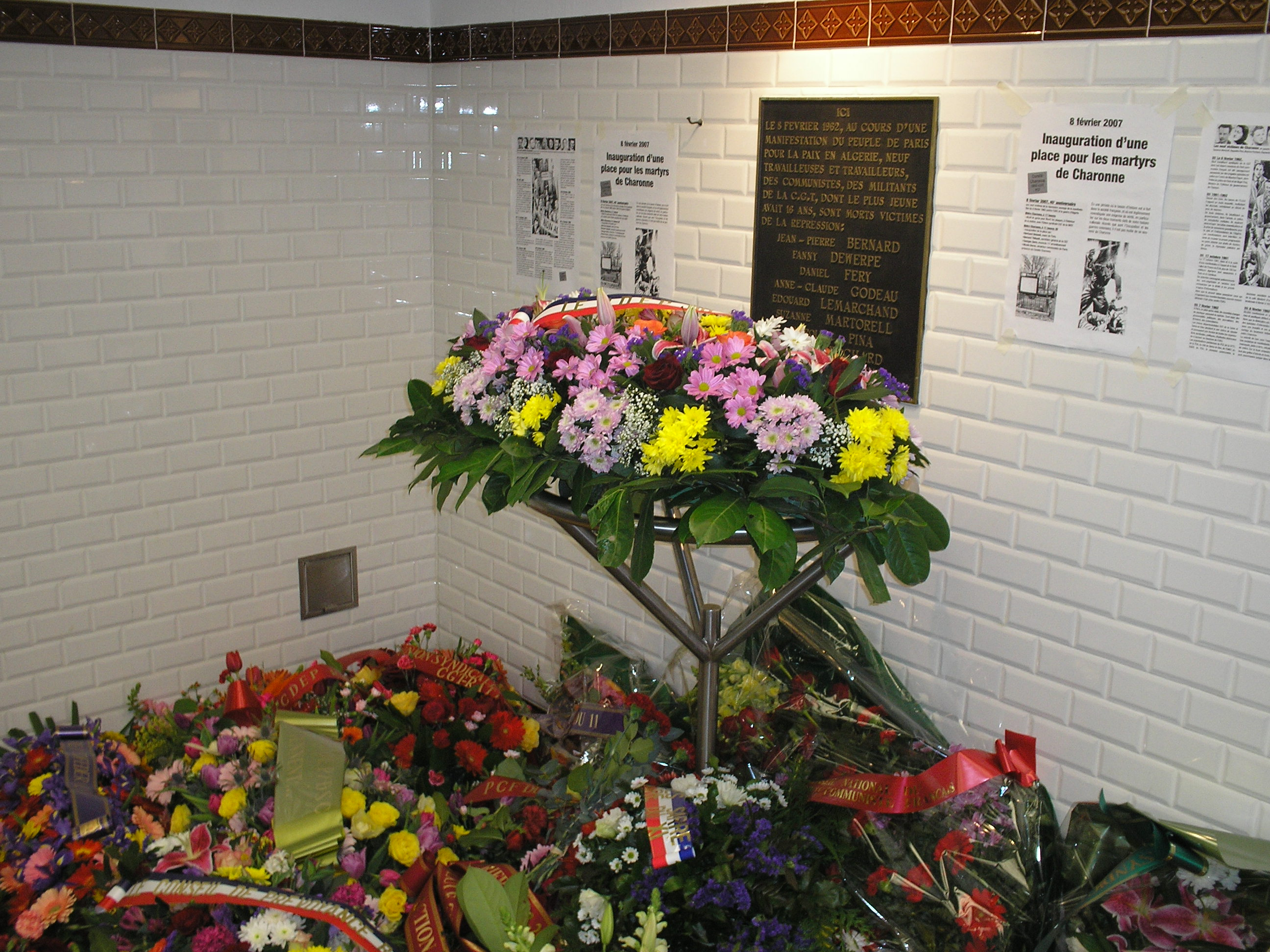
Мемориальная доска в память о жертвах погрома 8 февраля 1962 года